# Řepiště
Řepiště (en allemand : Repischt) est une commune du district de Frýdek-Místek, dans la région de Moravie-Silésie, en République tchèque. Sa population s'élevait à 1 898 habitants en 2021.

## Géographie
Řepiště se trouve sur la rive droite de l'Ostravice, à 7 km au nord-nord-est de Frýdek-Místek, à 11 km au sud-sud-est d'Ostrava et à 281 km à l'est-sud-est de Prague.
La commune est limitée par Vratimov au nord, par Sedliště à l'est et au sud-est, par Frýdek-Místek au sud, et par Paskov à l'ouest.

## Histoire
La première mention écrite de la localité date de 1545.

## Galerie

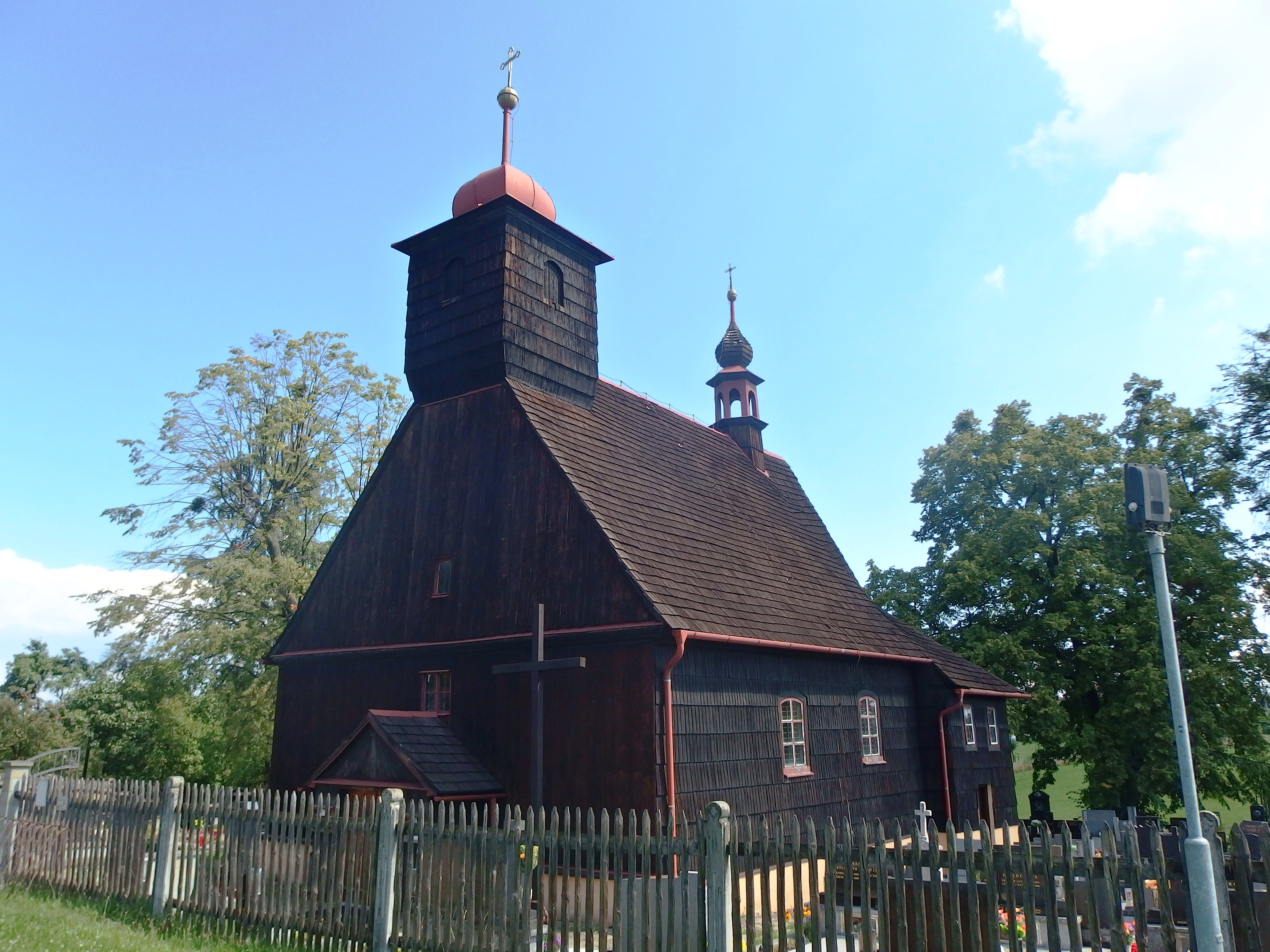
Église de l'Archange Saint-Michel.
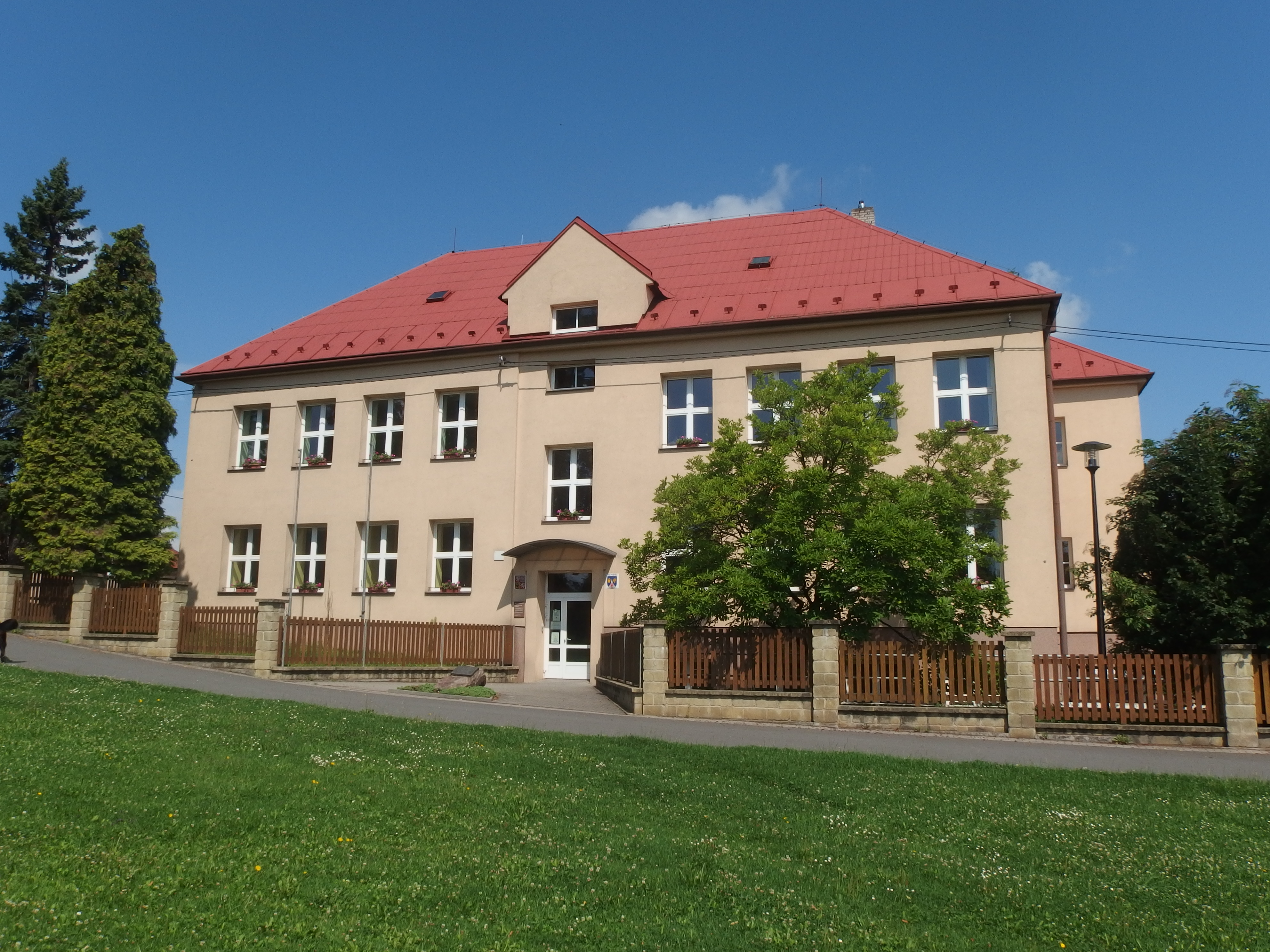
Řepiště : l'école.

## Transports
Par la route, Řepiště se trouve à 6 km de Frýdek-Místek, à 15 km d'Ostrava et à 365 km de Prague.